# Montecristo de Guerrero
Montecristo de Guerrero é um município do estado do Chiapas, no México. A população do município calculada no censo 2005 era de 6.511 habitantes.